# Habitatges al passatge Oliveras, 34-42 (l'Hospitalet de Llobregat)
Els habitatges al passatge Oliveras, 34-42 formen un monument protegit com a bé cultural d'interès local a l'Hospitalet de Llobregat (Barcelonès).

## Descripció
Es tracta de dos conjunts de casetes de diferent promoció però molt semblants. Són de tipologia constructiva molt senzilla i només planta baixa. El coronament del terrat és de forma arrodonida amb un òcul i unes garlandes ceràmiques. Les finestres tenen reixes de ferro forjat.